# Podochlus australiensis
Podochlus australiensis är en tvåvingeart som beskrevs av Lars Zakarias Brundin 1966. Podochlus australiensis ingår i släktet Podochlus och familjen fjädermyggor. Inga underarter finns listade i Catalogue of Life.